# Hans Eskilsson
Hans Vimmo Eskilsson (Östersund, 23 januari 1966) is een voormalig Zweeds voetballer. Hij speelde als middenvelder en sloot zijn profloopbaan in 2001 af bij Hammarby IF. Een groot deel van zijn loopbaan bracht hij door in Portugal.

## Interlandcarrière
Eskilsson speelde acht officiële interlands (twee goals) voor het Zweeds voetbalelftal. Onder leiding van bondscoach Olle Nordin maakte hij zijn debuut op 12 januari 1988 in de vriendschappelijke wedstrijd tegen Oost-Duitsland (1-4). Andere debutanten in dat duel waren Roger Ljung (Malmö FF), Hans Eklund (Östers IF), Dennis Schiller (Lillestrøm SK), Sulo Vaattovaara (IFK Norrköping), Lars Eriksson (Hammarby IF) en Stefan Rehn (Djurgårdens IF). Hij moest in die wedstrijd na 71 minuten plaatsmaken voor Eklund. In 1988 vertegenwoordigde Eskilsson zijn vaderland bij de Olympische Zomerspelen in Seoel. Onder leiding van bondscoach Benny Lennartsson werd Zweden daar in de kwartfinale uitgeschakeld door Italië (1-2).

## Erelijst
IFK Göteborg
- Zweeds landskampioen

1987
 Hammarby IF
- Zweeds landskampioen

2001